# Walter Berry (cestista)
Walter Berry (New York, 14 maggio 1964) è un ex cestista statunitense, professionista nella NBA, in Europa e in Sudamerica.

## Carriera

Berry nel 2000-01 a Jesi

Durante il suo ultimo anno presso la St. John's University riuscì a guidare l'ateneo fino alle final four del torneo NCAA 1985, con una stagione da 23 punti e 11,1 rimbalzi che arrivò a farlo eleggere giocatore dell'anno della pallacanestro collegiale.
Berry venne poi selezionato dai Portland Trail Blazers al primo giro del Draft NBA 1986 (14ª scelta assoluta). Con questa franchigia fece il suo debutto in NBA, tuttavia la parentesi fu piuttosto breve poiché riuscì ad ottenere solo 7 apparizioni prima di essere scambiato a dicembre ai San Antonio Spurs in cambio di Kevin Duckworth, visti anche i contrasti con l'allenatore Mike Schuler. Con i texani rimase trascorse circa un anno e mezzo durante il quale partì titolare in gran parte delle partite riuscendo anche a viaggiare a 17,4 punti di media nel 1987-1988, ma dovette lasciare però la squadra con l'arrivo del nuovo coach Larry Brown in quanto quest'ultimo lo ritenne non adatto al proprio sistema di gioco. Nell'agosto 1988 Berry venne così scambiato ai New Jersey Nets in cambio di Dallas Comegys e cominciò la stagione 1988-1989 come ala piccola titolare, tuttavia, dopo le prime partite, partì dalla panchina ed ebbe successivamente nuovamente dei dissapori con il proprio allenatore (in questo caso Willis Reed) riguardanti l'atteggiamento e l'attitudine da parte del giocatore. Ceduto dai Nets il 30 gennaio 1989, ad inizio febbraio firmò con gli Houston Rockets per quella che fu la sua ultima, breve, parentesi in NBA. Nel corso di questo triennio, con le quattro franchigie NBA giocò complessivamente 205 partite con una media di 14,1 punti a gara.
La sua prima stagione oltreoceano la disputò nel 1989-1990 nella Serie A1 italiana con il Napoli Basket. Trascinò i partenopei alla salvezza grazie a una regular season da 31,0 punti e 12,2 rimbalzi e a una fase play-out da 26,5 punti e 9,7 rimbalzi di media. Dopo un'annata in Spagna all'Atlético Madrid-Villalba, Berry scese in Serie A2 per essere nuovamente ingaggiato dal Napoli Basket del presidente Nicola De Piano che nel girone di ritorno del campionato 1991-1992 gli affiancò l'otto volte NBA All-Star e futuro Hall of Famer Alex English, con cui formò una coppia di grandissimo talento e qualità.
Dopo la seconda esperienza a Napoli iniziò un periodo che lo vide militare nel campionato greco per cinque anni consecutivi, con i colori di Olympiakos, PAOK Salonicco, Īraklīs Salonicco, nuovamente Olympiakos e infine Aris Salonicco nel 1996-1997, dove sostituì Charles Shackleford a partire da gennaio. In entrambe le annate all'Olympiakos vinse il titolo greco, mentre al PAOK vinse la Coppa Korać 1993-1994. Con il PAOK vinse, successivamente, anche la Coppa di Grecia 1998-1999.
Berry ebbe poi anche altre due parentesi in Italia: una nel 1997-1998 alla Pallacanestro Cantù, quando segnò 21,1 punti a gara in Serie A1, e una nel 2000-2001 all'Aurora Basket Jesi con cui, trentaseienne, giocò venti partite a 19,2 punti di media in Serie A2 prima di essere tagliato a marzo per aver saltato, per la seconda volta in stagione, una partita a causa di un ritorno in ritardo da un permesso (già a gennaio inoltre aveva annunciato l'addio al basket salvo poi ripensarci un paio di giorni dopo).
Si ritirò nel 2002 dopo un periodo trascorso tra le file dei venezuelani dei Panteras de Miranda.

## Statistiche

### College
| Anno      | Squadra             | PG | PT | MP   | TC%  | 3P% | TL%  | RP   | AP  | PRP | SP  | PP   |
| --------- | ------------------- | -- | -- | ---- | ---- | --- | ---- | ---- | --- | --- | --- | ---- |
| 1984-1985 | St. John's R. Storm | 35 | -  | 34,3 | 55,8 | -   | 71,7 | 8,7  | 1,0 | 0,8 | 1,3 | 17,0 |
| 1985-1986 | St. John's R. Storm | 36 | 36 | 36,6 | 59,8 | -   | 70,2 | 11,1 | 1,0 | 0,8 | 2,1 | 23,0 |
| Carriera  | Carriera            | 71 | 36 | 35,5 | 58,1 | -   | 70,8 | 9,9  | 1,0 | 0,8 | 1,7 | 20,1 |

### NBA

#### Regular Season
| Anno      | Squadra             | PG  | PT  | MP   | TC%  | 3P%  | TL%  | RP  | AP  | PRP | SP  | PP   |
| --------- | ------------------- | --- | --- | ---- | ---- | ---- | ---- | --- | --- | --- | --- | ---- |
| 1986-1987 | Portland T. Blazers | 7   | 0   | 2,7  | 75,0 | -    | 100  | 1,0 | 0,1 | 0,3 | 0,0 | 1,9  |
| 1986-1987 | San Antonio Spurs   | 56  | 45  | 28,0 | 52,9 | 0,0  | 64,8 | 5,4 | 1,9 | 0,6 | 0,7 | 17,6 |
| 1987-1988 | San Antonio Spurs   | 73  | 56  | 26,3 | 56,3 | -    | 60,0 | 5,4 | 1,5 | 0,8 | 0,9 | 17,4 |
| 1988-1989 | N.J. Nets           | 29  | 17  | 19,2 | 46,8 | -    | 68,3 | 4,0 | 0,7 | 0,3 | 0,4 | 8,9  |
| 1988-1989 | Houston Rockets     | 40  | 14  | 20,0 | 54,1 | 50,0 | 71,3 | 3,8 | 1,4 | 0,5 | 0,9 | 8,8  |
| Carriera  | Carriera            | 205 | 132 | 23,7 | 53,9 | 20,0 | 63,8 | 4,7 | 1,4 | 0,6 | 0,7 | 14,1 |

#### Playoffs
| Anno     | Squadra           | PG | PT | MP   | TC%  | 3P% | TL%  | RP  | AP  | PRP | SP  | PP   |
| -------- | ----------------- | -- | -- | ---- | ---- | --- | ---- | --- | --- | --- | --- | ---- |
| 1988     | San Antonio Spurs | 3  | 0  | 31,3 | 54,0 | 0,0 | 80,0 | 7,0 | 2,0 | 1,7 | 0,7 | 22,0 |
| 1989     | Houston Rockets   | 4  | 0  | 14,3 | 50,0 | -   | 87,5 | 2,3 | 1,3 | 0,5 | 0,3 | 8,3  |
| Carriera | Carriera          | 7  | 0  | 21,6 | 52,6 | 0,0 | 82,6 | 4,3 | 1,6 | 1,0 | 0,4 | 14,1 |

## Palmarès

### Squadra
- Campionato greco: 2

Olympiakos: 1992-93, 1995-96
- Coppa di Grecia: 1

PAOK Salonicco: 1998-99
- Coppa Korać: 1

PAOK Salonicco: 1993-94

### Individuale
- NCAA AP Player of the Year (1986)
- NCAA John R. Wooden Award (1986)
- NCAA AP All-America First Team (1986)
- MVP Coppa di Grecia: 1

PAOK Salonicco: 1998-99